# Youssouf Togoïmi
Youssouf Togoïmi (26 de março de 1953 – 24 de setembro de 2002) foi um político chadiano que serviu no governo do presidente Idriss Déby, mas posteriormente liderou um grupo rebelde, o Movimento para a Democracia e a Justiça no Chade (MDJT).

## Vida e carreira
Nascido em Zouar, nas Montanhas Tibesti, é oriundo da população muçulmana do norte do país. Togoïmi ocupou vários cargos durante a presidência de Idriss Déby: foi Ministro da Justiça de 1990 a 1993, Ministro da Defesa de 1995 a 1997, e foi nomeado Ministro do Interior em 21 de maio de 1997. Pouco depois da última nomeação, renunciou ao governo em 3 de junho de 1997. Afirmou que sua renúncia ocorreu por causa do que descreveu como "deriva ditatorial" do governo. A ruptura de Togoïmi com Déby também foi interpretada em termos étnicos, com base em seu próprio status como Toubou e no status de Déby como Zaghawa.
Em 12 de outubro de 1998, formou o Movimento para a Democracia e a Justiça no Chade (MDJT), um grupo rebelde dissidente que buscava derrubar o governo, inicialmente com o apoio da Líbia. Operando inicialmente a partir de sua base de poder nas Montanhas Tibesti, o grupo travou uma guerra de guerrilha contra as forças do governo. Ele foi reeleito como líder do partido em um congresso em Sabha, Líbia, em dezembro de 2001 e em 25 de dezembro expressou vontade de negociar com o governo. O segundo vice-presidente do MDJT, Adoum Togoi, assinou um acordo de paz com o governo em Trípoli, Líbia, em 7 de janeiro de 2002. Os termos do acordo envolviam, entre outras coisas, um cessar-fogo, inclusão do MDJT no governo e integração de seus combatentes no exército. Uma anistia para os membros do MDJT foi aprovada pela Assembleia Nacional do Chade no final de fevereiro. Um mês depois, o acordo começou a ser rompido quando o governo rejeitou as exigências da organização, incluindo sua proposta de um novo primeiro-ministro do MDJT. Em maio, Togoi, que era considerado como um moderado no grupo, teria sido emboscado, ferido e sequestrado por Togoïmi, que era visto como um linha-dura, um aparente resultado de uma divisão no grupo sobre como lidar com as negociações de paz, e no final do mês estourou o primeiro combate desde a assinatura do acordo de paz.
Togoïmi foi ferido por uma mina terrestre no final de agosto na área de Tibesti e morreu devido aos ferimentos em Trípoli em 24 de setembro de 2002. Mockhtar Wawa Dahab, porta-voz do governo chadiano, respondeu à morte afirmando que "deve facilitar o retorno da paz ao Chade".